# 忽必烈汗 (诗)

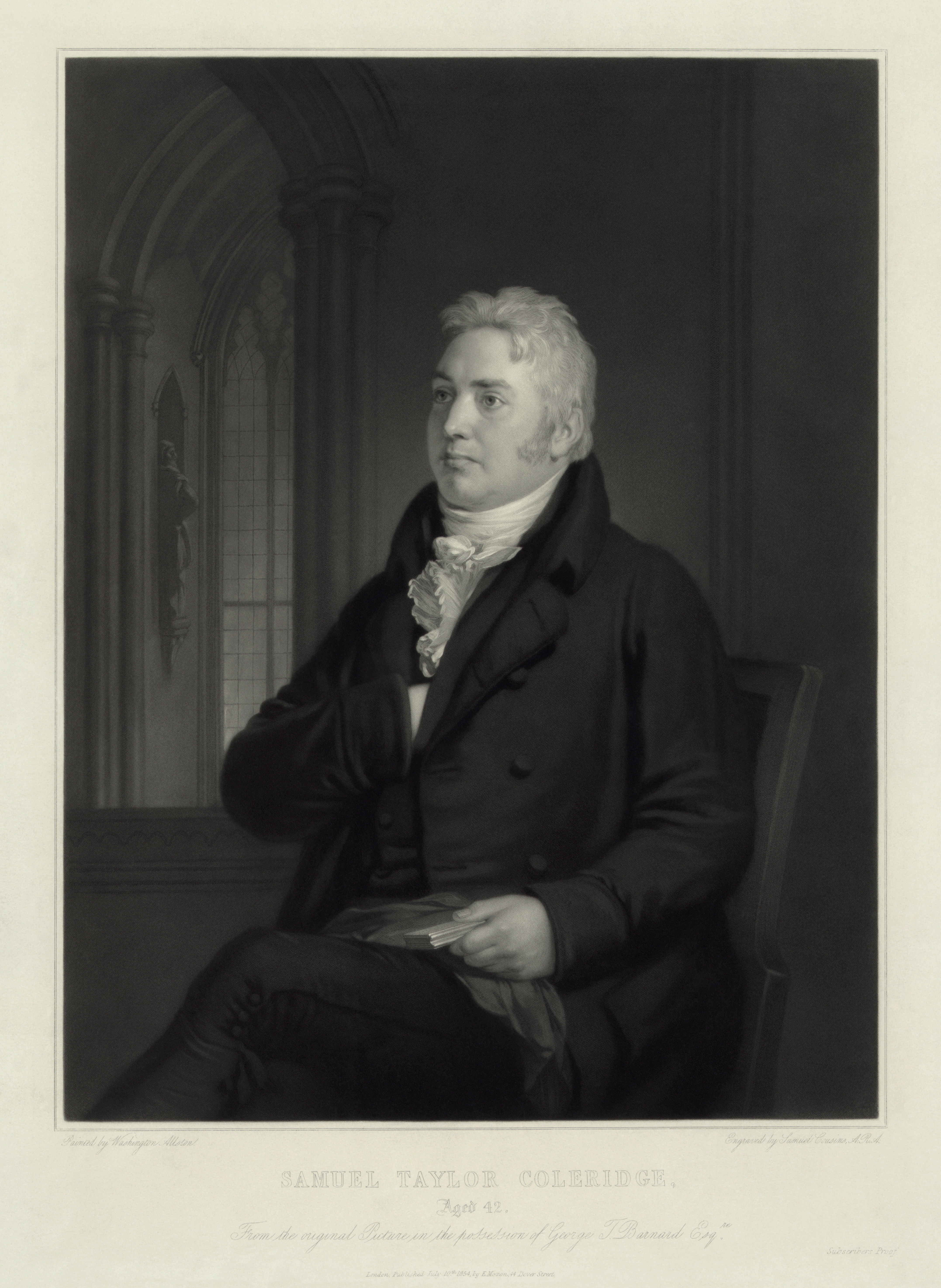
柯勒律治1814年像

《忽必烈汗》（Kubla Khan /ˌkʊblə ˈkɑːn/）是塞缪尔·泰勒·柯勒律治写的一首诗，1797年完成，1816年出版。根据柯勒律治自己写的序，这首诗的灵感来自他读了一部描写忽必烈时代元上都的作品后，晚上吸食鸦片后做的梦。醒来的他开始复述梦中想到的诗句，直到被“波洛克来客”（Person from Porlock）打断。这导致他忘掉了后面的内容，这首诗也因此无法按原定的200至300行写完。他一开始没有打算出版这首诗，仅留下来给朋友私下阅读，直到1816年在拜伦勋爵的推动下才正式出版。
这首诗在风格上与柯勒律治写的其他诗有很大不同。这首诗的第一节描述了河边的大都和忽必烈的宫殿。第二节描述的是来自异域的阿比西尼亚女子自然而美妙的歌声。第三节（也是最后一节）描述叙事者本人和他听到歌声的惊喜。
柯勒律治的一些同时代人不喜欢这首诗并认为“梦中得来”的说法不真实，但大多数现代评论家认为这是柯勒律治最好的作品之一。它被认为是典型的英国浪漫主义诗歌，常见于各种英语诗歌集。其原稿现藏于大英图书馆。

## 历史

### 时间
《忽必烈汗》很可能写于1797年10月，但由于直接证据缺乏，确切日期难以确定。柯勒律治一般都会给他的诗标注日期，但却没对《忽必烈汗》这么做。
柯勒律治后来在别的地方说它创作于1797年。柯勒律治的“克鲁手稿”（Crewe manuscript）中，柯勒律治的注释说它是“1797年秋天”写成的。在1816年这首诗第一次出版时的序言中，柯勒律治又说是“1797年夏天”在萨默塞特郡长期逗留期间创作的。1797年10月14日，柯勒律治给约翰·塞尔沃尔写了一封信，虽然没有直接提到它，但提到了许多诗中出现的细节。

### 梦
1797年9月，柯勒律治住在英格兰西南部的下斯托伊，经常与威廉和多萝西·华兹华斯在附近的匡托克丘陵散步 ，散步路线即今“柯勒律治之路” （Coleridge Way） 。1797年10月9日至14日之间的某个时间，当柯勒律治说他完成了悲剧《奥索里奥》时，他离开斯托伊前往林顿。在回程中，他得了病并在位于卡尔本教堂（Culbone Church）附近的阿什农场（Ash Farm）休息，这就是他作梦的地方。

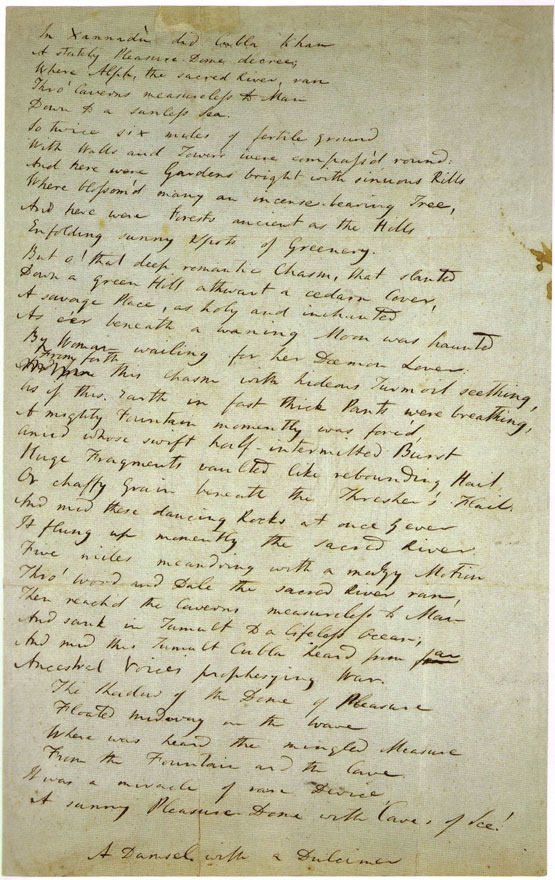
克鲁手稿，由柯勒律治本人在这首诗1816年出版前不久完成

根据他自己写的序言，他当时正在读塞缪尔·珀切斯的《珀切斯的朝圣》（Purchas his Pilgrimes），其中有一则忽必烈的故事，他读完后就睡着了。然后，他说他“在深度睡眠中持续了大约三个小时…在这段时间里，他坚信这首诗不可能少于两三百行....醒来时他全诗都记得很清楚，便拿起笔、墨水和纸，立即急切地写下记着的诗”。但不幸地是他被打断了：“此时，他不幸被来自波洛克的一个有事的人叫了出来……在回到房间时，他震惊而沮丧地发现，虽然他对之前的幻觉还保留着一些模糊混沌的回忆，但除了八或十个零散的句子和图像外，其余的都已经消失了”。“波洛克来客”（Person from Porlock）这个说法由此而来，后世被用来描述被打断的天才想法。约翰·利文斯顿·洛斯教授这首诗时就告诉他的学生，文学史上最该死的就是这个“来自波洛克的有事的人”。
柯勒律治的说法有一些疑点。比如珀切斯的书其实是很罕见的，不太可能出现一个偏僻的农场，这本书将近1,000页，因此也不太可能有人会带着它旅行。一种说法是柯勒律治只是在什么地方读过珀切斯的书，这时候突然想起来了。此外，他的手稿说他是吃了两格令鸦片，但序言中说的是“由于轻微的不适，吃了止痛药”。

### 出版

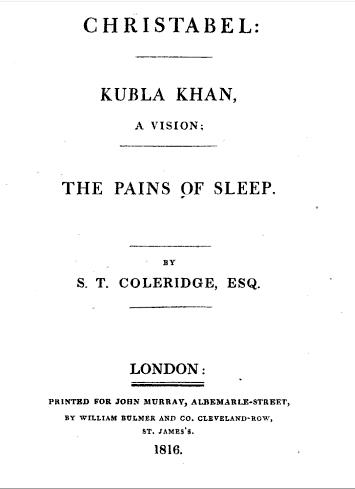
1816年出版物扉页

写完之后，柯勒律治时常给他的朋友们朗读这首诗，1798年曾读给华兹华斯兄妹，但并没有立刻寻求出版。他在1816年4月10日将这首诗读给拜伦勋爵。拜伦说服柯勒律治出版这首诗。1816年4月12日，柯勒律治与出版商约翰·默里签订了一份80英镑的合同。序言解释说：它是“应一位当之无愧的大诗人的要求印刷的，就作者自己的观点而言，与其说有什么诗歌上的价值，不如说是出于心理上的好奇。" 柯勒律治的妻子也不赞成出版，柯勒律治的朋友查尔斯·兰姆则担心这首诗的印刷版缺少朗读版的力量。
1816年5月25日，它与《克里斯特貝爾》（Christabel ）、《睡眠的痛苦》（The Pains of Sleep）一起出版。柯勒律治还给《忽必烈汗》加了一个副标题“片段”（A Fragment），告诉读者它本来就是不完整的。该作品的初版分为两节，第一节在第30行结束。柯勒律治在世时，这首诗一共出版了四次，最后一次出版于1834年的《诗作》（Poetical Works）中。最后一次出版的标题进一步扩展为“或梦中的幻象。一个片段”（Or, A Vision in a Dream. A Fragment）。在后世的一些柯勒律治诗歌选集中，序言与副标题一起被删除。有时现代版本的序言会缺少第一段和最后一段。

## 评价
尽管拜伦勋爵和沃尔特·司各特等人对它赞愈有加，但这首诗一开始并未出名，销量也不佳。最初的评论者发现它虽然有些亮点，但总体上差强人意。然而，随着评论家开始将柯勒律治的作品视为一个整体，《忽必烈汗》得到了越来越多的赞美。

### 引用
1. ↑  . Poetry Foundation. 13 September 2017  [13 September 2017]. （原始内容存档于2020-08-02）.
2. ↑  . The British Library.   [13 September 2017]. （原始内容存档于2019-06-17）.
3. ↑  Holmes 1989 p. 165
4. ↑  . British Library.   [January 25, 2020]. （原始内容存档于17 June 2019）.
5. ↑  Holmes 1989 qtd. p. 162
6. ↑  Samuel Taylor Coleridge, Christabel, Kubla Khan, and the Pains of Sleep, 2nd edition, William Bulmer, London, 1816. Reproduced in The Complete Poems, ed. William Keach, Penguin Books, 2004.
7. ↑  Holmes 1989 qtd p. 167
8. ↑  Holmes 1989 pp. 166–167
9. 1 2  Holmes 1989 pp. 161–162
10. ↑  . Somerset Rural Renaissance. 2007  [2 July 2010]. （原始内容存档于23 November 2008）.
11. 1 2  Holmes 1998 qtd. p. 435
12. ↑  Holmes 1998 p. 435
13. ↑  Perkins 2010 qtd. p. 39
14. ↑  Fruman 1971 p. 337
15. ↑  Bate 1968 pp. 75–76
16. ↑  Perkins 2010 p. 39
17. ↑  Holmes 1998 p. 426
18. ↑  Sisman 2006 qtd. p. 417
19. ↑  Holmes 1998 qtd. p. 431
20. ↑   Holmes 1998 qtd. p. 429; Doughty 1981 qtd. p. 433.
21. ↑  Holmes 1998 p. 434
22. ↑  Ashton 1997 pp. 112–113
23. ↑  Yarlott 1967 p. 145
24. ↑  Mays 2001 p. 511
25. ↑  Perkins 2010 pp. 39–40